# Moby Fantasy (2021)
Il Moby Fantasy è un traghetto appartenente alla compagnia di navigazione italiana Moby Lines.

## Caratteristiche
La nave è stata ordinata da Moby nel 2019 ai cantieri navali cinesi COMEC di Guangzhou; si tratta, insieme alla gemella Moby Legacy, della prima nave LNG-ready della compagnia, oltre che della prima nave di nuova costruzione dal 2005 (anno di acquisto del Moby Aki) acquistata dal gruppo armatoriale italiano. La costruzione è iniziata col taglio della prima lamiera il 2 giugno 2020, mentre il varo è avvenuto il 6 novembre 2021. 
La propulsione è affidata a quattro motori 9L46F da 10,8 megawatt l'uno del gruppo Wartsila, che sono predisposti per l'alimentazione a gas naturale liquefatto (LNG), combustibile caratterizzato da minori emissioni rispetto al convenzionale gasolio. Grazie a essi la nave riesce a viaggiare a 23,5 nodi nonostante il peso di 69.500 tsl.
La capacità di carico veicoli è pari a oltre 3.800 metri lineari, equivalenti a circa 1.300 automobili o 300 semirimorchi.
Il traghetto ha una capacità di circa 3.000 passeggeri, accomodati in 441 cabine con standard paragonabili a quelli abituali sulle moderne navi da crociera.
Gli altri servizi a bordo della nave sono: 
- Percorso per ipovedenti (su tutta la nave).

- Ristorante à la carte (dotato di cucina a vista).
- Bistrot "Mascalzone Latino" (dotato di cucina a vista), ha circa 447 posti a sedere.
- Sport Bar, dotato di grande schermo, ha circa 723 posti a sedere tra divani e sedie (si trova al centro della nave).
- Bar esterno, ha circa 100 tra tavoli e posti a sedere (si trova al ponte 11).
- Sala poltrone, 403 poltrone numerate reclinabili dotate di prese di corrente e USB, presente anche la zona per riporre i bagagli vicino ad esse.
- Promenade, dotate di divani e poltrone per rilassarsi durante la traversata (sono due e vanno da prua a poppa).
- Area bambini, zona per i più piccoli con giochi e sala video games. (si trova all'interno dello "Sport Bar").
- Negozio (si trova a prua).
- Reception

Sulla poppa è presente una zona di atterraggio per elicotteri in caso di emergenze. Le scale sono identificate con 4 colori per facilitarne il riconoscimento. Nella sala comandi, dietro il finestrino centrale, è presente un modellino in scala della nave.

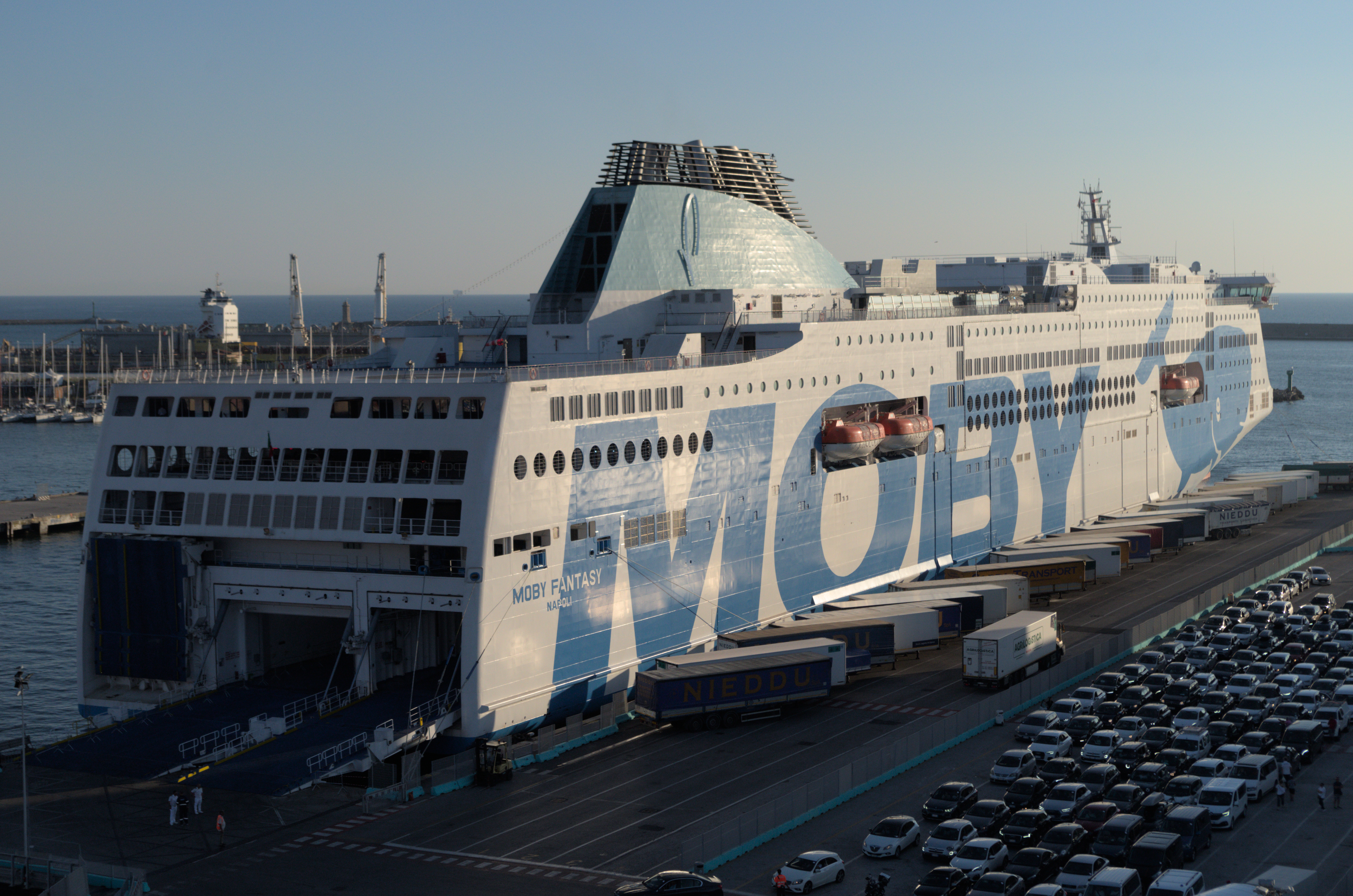
Moby Fantasy all'accosto 62 del porto di Livorno prima dell'imbarco delle auto.

## Servizio
La consegna del Moby Fantasy alla compagnia armatrice è avvenuta il 14 aprile 2023. Il traghetto ha lasciato la Cina il 13 maggio con bandiera maltese, per poi raggiungere il porto di Livorno dopo 22 giorni di navigazione. Pochi giorni più tardi ha preso bandiera italiana. L'entrata in servizio sulla rotta Livorno-Olbia, inizialmente programmata per il 27 marzo 2023, è stata successivamente posticipata dapprima al 21 maggio e in seguito al 18 giugno dello stesso anno. La nave è stata battezzata a Olbia nella notte tra il 17 e il 18 giugno 2023 dalla madrina Sofia Goggia, campionessa olimpionica di sci italiana, durante la serata di gala presentata da Giorgia Palmas accompagnata da Alessandro Siani. Dopo i grandi fuochi d'artificio hanno suonato i Gipsy Kings e il dj Fritz Kalkbrenner.
Il primo servizio effettuato è stato sulla rotta Olbia-Livorno la mattina di domenica 18 giugno 2023. 
La sera del 18 giugno 2023 al porto di Livorno la nave, con partenza prevista alle ore 22:00, ha avuto un'avaria al sensore di un portellone. Intorno alle 3:00 del 19 giugno il problema venne risolto e la nave partì per Olbia dove arrivò verso le ore 12:00. Da quando ha preso servizio opera sulla tratta Livorno-Olbia, inizialmente insieme al Moby Vinci o Sharden, poi con il Moby Aki e da fine marzo 2024 col gemello Moby Legacy. 
Dal 10 febbraio al 17 marzo 2024 è stato in cantiere a Genova per lavori di carenaggio, venendo sostituito dal Moby Aki nella rotta Livorno-Olbia. Durante la sosta nel porto ligure è stata anche sostituita la moquette sul ponte di comando. La mattina del 18 marzo, appena tornato a Livorno, ha incontrato per la prima volta nello stesso porto il gemello Moby Legacy. La sera stessa torna in servizio sulla Livorno-Olbia in coppia con il Moby Aki. Dal 21 marzo 2024 entrambi i traghetti gemelli sono in servizio sulla stessa rotta.

## Navi gemelle
- Moby Legacy